# ترافیک (فیلم ۲۰۰۴)
ترافیک (رومانیایی: Trafic) یک فیلم کوتاه رومانیایی به کارگردانی کاتالین میتولسکو است که در سال ۲۰۰۴ منتشر شد. از بازیگران آن می‌توان به بوگدان دومیتراکه و ماریا دینولسکو اشاره کرد.
این فیلم برندهٔ نخل طلای فیلم کوتاه جشنواره فیلم کن ۲۰۰۴ شد.